# Babera

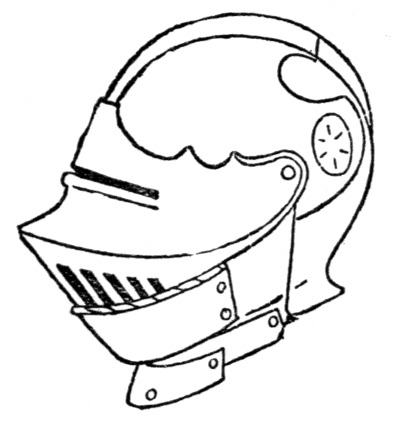
Yelmo con babera

Se llama babera a la pieza de la antigua armadura que unida al yelmo, celada o almete resguardaba la barba y mandíbula y cubría la boca. 
Debajo de ella había un apéndice formado generalmente de varias láminas que constituía la gola. La babera recibía también los nombres de barbera, baberol, barberol, barbete, barbique, barbote y guardapapo. 